# مران تكساسي
المُران التكساسي (باللاتينية: Fraxinus texensis) نوع نباتي ينتمي إلى جنس المُران من الفصيلة الزيتونية.
موطنه وسط أمريكا الشمالية من تكساس إلى أوكلاهوما.